# Amorphoscelis austrogermanica
Amorphoscelis austrogermanica es una especie de mantis de la familia Amorphoscelidae.

## Distribución geográfica
Se encuentra en Namibia, Transvaal, Zululandia y   Natal.